# Maite Gurrutxaga
Maite Gurrutxaga Otamendi (Amézqueta, Guipúzcoa, 20 de octubre de 1983) es una ilustradora española de literatura infantil y juvenil, y de adultos. Estudió Bellas Artes en la Universidad del País Vasco, Campus de Leioa, especializándose en la rama de pintura. Realizó estudios de autoedición e ilustración en el centro Escola de Donna de Barcelona.

## Trayectoria profesional
Disfrutar dibujando es una afición temprana, por eso después de escoger el bachillerato artístico tenía claro que quería ir por esa línea. Estudiando Bellas Artes en la facultad de Leioa se inició en el campo de la ilustración que le gustó y le atrajo, decidiendo realizar estudios de ilustración durante dos años y convertirse en ilustradora.
Esto se complementa con su interés apasionado por el mundo del libro. Terminada su formación en las facultades de Bellas Artes de Leioa (Universidad del País Vasco) y de la Universidad de Barcelona, estudió durante dos años con Ignasi Blanch en Barcelona.
La formación se complementa con cursos de poca duración que en la actualidad le permiten coincidir con personas interesadas en el mundo de la ilustración. La autora destaca la importancia del aprendizaje, que en este caso es continuo, y no tiene fin.
Entre estos encuentros cabe destacar "Marraz(i)Oak” Horietako bat, organizado por la Asociación Galtzagorri. La autora confiesa que en este momento más que el desarrollo de la técnica le interesa el encuentro con los profesionales para compartir el modo en que desarrollan su trabajo y explorar oportunidades de colaboración.
En 2008 comenzó a ilustrar libros. El primer título fue Gau ilunekoak de Joseba Sarrionandia. Desde entonces ha ilustrado literatura para adultos, juvenil e infantil, siendo este último campo el más prolifíco Entre otros ha trabajado con autores como Karlos Linazasoro, Mariasun Landa, Juan Kruz Igerabide, Leire Bilbao, Alaine Agirre e Itziar Zubizarreta. Además ha ilustrado discos, y colaborado en revistas.

### Punto de vista sobre la ilustración

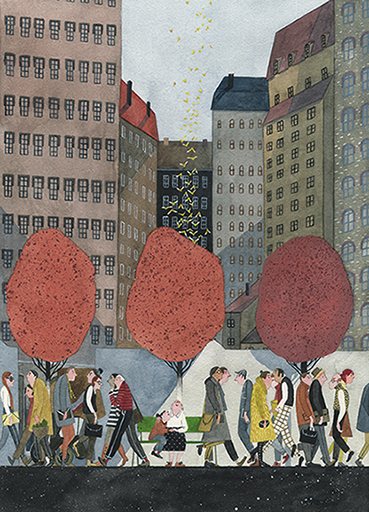
Illustración de Maite Gurrutxaga: «Abuela María».

Entre sus herramientas bolígrafos y pequeños cuadernos para reflejar sus dibujos surgidos de la intuición sin límites, reflejo de un camino diario en la búsqueda de un lenguaje propio.
En opinión de Maite Gurrutxaga la ilustración supera la mera decoración. La ilustración surge de una reflexión realizada sobre lo que se lee, y esa reflexión varía en función de su autor, pudiendo llegar a ser el resultado completamente diferente. La ilustración apoya a la historia, algunas veces colabora en su comprensión de forma significativa, a lo que se suma la posibilidad de sugerir historias parelas, proporcionando al lector nuevos caminos en la misma obra. En su opinión la narración es importantísima y “las ilustraciones, los dibujos tiene voz propia”.

### Trabajo como ilustradora
Su trabajo se inicia por encargo de las editoriales, para poner su imaginación y el color al servicio de los creadores de historias. A la hora de abordar el trabajo considera importante e interesante conocer el origen de la idea,  la necesidad desde la que crea el autor o el objetivo que persigue. Toda esa información es muy valiosa porque concibe el trabajo en colaboración con los autores como la necesidad de crear un puente entre las ideas.
La autora a la vez valora la libertad para expresar mediante la ilustración aquello que le sugiere la obra. Disfrutando de libertad a la hora de realizar el trabajo, en algunos casos es necesario adecuarse a determinados elementos: el formato , el color, el diseño ( la situación de la imagen), la cantidad de imágenes etc. Esas mismas limitaciones a veces abren posibilidades a nuevos descubrimientos.

### Técnica ilustradora
Maite Gurrutxaga no sigue un modelo determinado ni se rige por unas ideas predeterminadas, recoge información la filtra, y expresa en imágenes de la forma más adecuada. En su opinión los libros y los encargos solicitados encaminan la labor de ilustrador, algunas veces con imágenes en blanco y negro, otras en color, etc. Escucha el texto y acorde con esto elige una técnica u otra.
Todo lo que puede lo realiza a mano, dejando para después el trabajo digital. El primer paso siembre es a manual, porque es la mano lo que mejor domina. Aunque tiene preferencia clara por el trabajo a mano, a la vez tiene claro que el ordenador es un apoyo importante y da buenos resultados. Según sus propias palabras muchas veces en busca de la perfección se pierde frescura. Por eso declara tener un dilema con el ordenador supone que recurre con gusto al papel para aquello que el ordenador no soluciona.
Sobre el hecho de tener un estilo propio declara Los trazos dicen mucjo sobre cada uno, así mismo los colores y las composiciones empleadas. La conjunción de estos elementos constituiría el lrenguaje propio. Un lenguaje propio requiere una coherencia. La imagen y la búsqueda de la estética son importantes, sin preocuparse en exceso ya que el lenguaje propio no surge de repente, debe construirse, y por el camino suceden cambios, intentos, revueltas...
Sobre los materiales, el protagonismo inicial del lápiz ha dejado paso por ejemplo a la acuarela, la tinta china, etc. Aunque utilice diferentes materiales o diferentes técnicas es fiel a un rasgo evidente en sus ilustraciones: el movimiento.

## Obra ilustrada

### Álbumes ilustrados / cuentos
- Besarkada (2015, Erein)
- La enorme nada (2015, Fondo de cultura económica)
- Nora joan da aitona? (2014, Elkar)
- Printzesa guztiek dute bere ipuina (2014, Elkar)
- Euli bat dut bihotzean (2013, Elkar)
- Amattoren uzta (2012, Alberdania-Erein-Igela)
- Maitagarria eta desioa (2012, Elkar)
- Hiru olatuak (2012, Galtzagorri Elkartea)
- Bat-batean Krispetak (2011, Alberdania)
- Txori Txoroa (2011, Alberdania)
- Alex, nire laguna (2010, Pamiela)
- Ipurtargiak paradisuan (2010, Elkar)
- Izarren artzaina (2009, Txalaparta)
- Zein beste mundukoa (2008, Elkar)

### Cómic
- Nidos.[14] (2013, Txalaparta)

### Ilustración de discos
- Supernova (2012)

### Trabajos de diseño
- Agenda de lectura (2015, Asociación Galtzagorri)
- Alderik alde (cuaderno de trabajo).[14]  (2012, Edo!)

## Talleres y otros
- 2016-08-04. Sesión de música y dibujo de Iban y Maite Gurrutxaga.[15]

## Exposiciones
- 2011 — Exposición colectiva: Ilustradores guipuzcoanos en la literatura infantil y juvenil. Casa de Cultura Okendo, del 10 de febrero al 26 de marzo de 2011, San Sebastián.[16] Artistas participantes: Aitziber Alonso, Antton Dueso, Antton Olariaga, Concetta Probanza, Elena Odriozola, Iban Barrenetxea, Iñaki Martiarena, Lorena Martínez, Jokin Mitxelena, Patxi Peláez
- 2013-2014 — Ilustratzailearen txokoa=Rincón del Ilustrador: Maite Gurrutxaga. Casa de Cultura Ayete, del 18 de diciembre de 2013 al 23 de marzo de 2014. San Sebastián[17]
- 2016 — Maite Gurrutxaga: batzuen batzuk., Exposición Casa de Cultura Lugaritz Kultur Etxea, del 6 de mayo al 27 de junio de 2016 San Sebastián.[18]  En esta exposición se basa el XV. Concurso Literario Ikertze Lugaritz 2016.[19]
- 2016 — Exposición colectiva en el Museo Ur mara (agosto de 2016) Alkiza, Guipúzcoa. La ilustradora Maite Gurrutxaga con otros cinco artistas (Félix Aizpurua, Gerardo López Quintas, Ainhoa Martín Arrizabalaga, Sara Prieto y Ana Zabaleta).[15]

## Premios y reconocimientos
- 2015: Premio Lazarillo al Álbum Ilustrado, con el título Martin.[20][21]
- 2014: Premio Euskadi al Libro Ilustrado por el título Nidos.[22]
- 2009: Etxepare Saria, con el álbum ilustrado Alex, nire laguna.[23]
- 2009: Mención especial de Premios Lazarillo Album Ilustrado, Alex nire munstro-lagun on-ona.[24]